# Yachimata

Yachimata (八街市 Yachimata-shi?), este un municipiu din Japonia, prefectura Chiba. Populașia este de 73,401 persoane (1 februarie 2015). Municipiul este cunoscut pentru cultivarea arahidelor (locul 1 în Japonia ca producție).